# Gustave Flaubert
Gustave Flaubert (tiếng Pháp: [ɡystav flobɛʁ]; 12 tháng 12 năm 1821 – 8 tháng 5 năm 1880) là một tiểu thuyết gia người Pháp. Ông được coi là một trong những nhà văn tiên phong của văn học hiện thực ở cả trong và ngoài nước. Flaubert đặc biệt nổi tiếng với cuốn tiểu thuyết đầu tay Bà Bovary (1857) và sự cống hiến hết mình cho phong cách và mỹ học. Nhà văn truyện ngắn nổi tiếng Guy de Maupassant là một học trò của ông.

## Tiểu sử
Ông là người con thứ hai của Achille-Cléophas Flaubert (1784-1846), một bác sĩ phẫu thuật hành nghề ở Rouen, và Anne Justine. Theo một vài nguồn tài liệu, ông bắt đầu viết khi còn rất nhỏ, khoảng 8 tuổi. Gustave Flaubert đã sớm mang trong lòng một thiên hướng về nỗi buồn về sự bi quan, bên cạnh lòng yêu mến khoa học, một khả năng nhận xét tỉ mỉ và thận trọng, khách quan. Ông được giáo dục trong thành phố nơi ông sinh sống và không dời đi đâu tận đến năm 1840 khi ông đến Paris để học về luật.
Trong thời kỳ lãng mạn thơ mộng thời niên thiếu, Flaubert đã có những giấc mơ về "sự nổi loạn siêu việt", ông muốn làm người hát rong, người khởi nghĩa người Phương Đông... nhưng trước hết là người nghệ sĩ. Mùa hè năm 1836, lúc ông 17 tuổi, ông đã gặp gỡ Elisa Schesinger - một mối tình đam mê thầm lặng nhưng mãnh liệt và lâu bền của ông. Mãi 35 năm sau ông mới dám gửi bức thư tình đầu tiên khi bà này đã góa chồng. Mối tình này trở thành nguồn cảm hứng trong nhiều tác phẩm của ông về sau như Mémoires d’un fou (Nhật ký người điên) và nhất là tiểu thuyết L'Éducation sentimentale (Giáo dục tình cảm) với nhân vật Marie Arnoux.
Ở Paris, ông đã kết giao với nhiều người trong giới văn học, trong đó có Victor Hugo. Năm 1846, ông đã rời Paris và từ bỏ việc học luật. Ông bị bệnh thần kinh và chứng bệnh đó có thể đã góp phần vào sự chuyển hướng của ông.

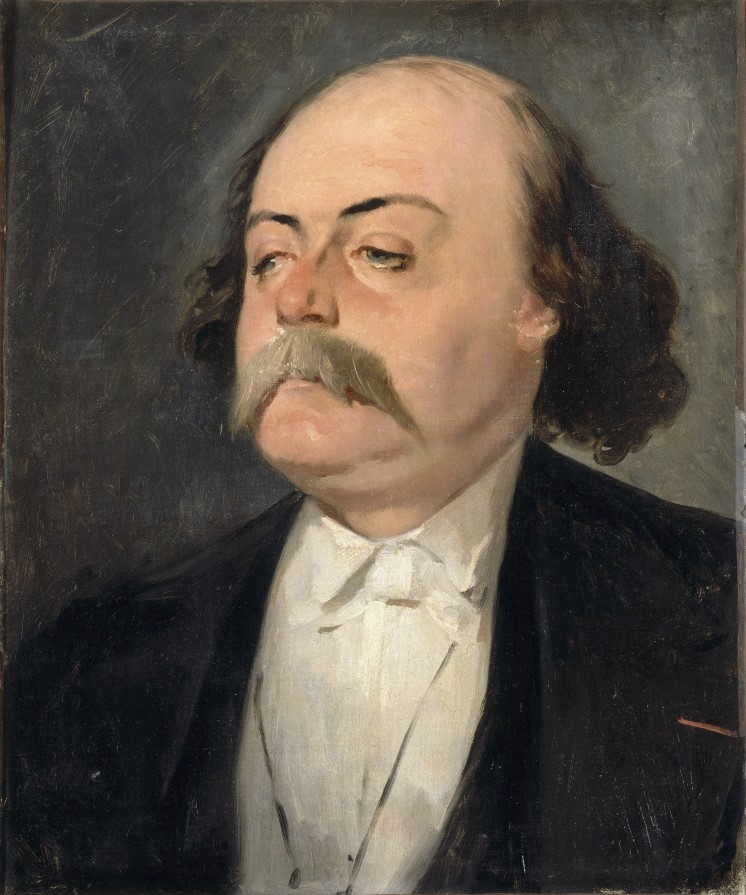
Chân dung bởi Eugène Giraud

Sau khi sống ở Paris, Flaubert đã trở lại Croisset gần Rouen và sống với mẹ của ông. Ngôi nhà của họ ở gần sông Seine đã trở thành nhà của Flaubert trong suốt cuộc đời của ông. Flaubert không lập gia đình. Từ năm 1846 đến năm 1854, ông có một truyện tình với nhà thơ Louise Colet. Theo Émile Faguet, người viết sử về ông, thì chuyện tình của ông với Louise Colet là tình cảm chân thật.
Tong quãng đời về già ông bị nhiều cú sốc nặng về cái chết của mẹ và những người bạn thân thiết như nữ sĩ George Sand. Ông lại khó khăn về tài chính khi phải hy sinh cả gia sản để cứu đứa cháu khỏi bị phá sản. Và cả sự thất bại của tác phẩm Tentation de Saint Antoine (Sự cám dỗ của thánh Ăng toan) làm Flaubert thêm thất vọng đã được thể hiện qua Bouvard et Pécuchet còn đang dang dở. Tuy vậy, tuyển tập Trois contes (Ba truyện ngắn, 1877) được xem như một kiệt tác.
Ông mất 1880.

## Tư tưởng và nghệ thuật
Flaubert đã từng nói: "Ở trong tôi có hai con người, một bị lóa mắt trước những khoa trương văn vẻ tính trữ tình, những đôi cánh bay bổng và âm vang của câu chữ, những đỉnh cao lý tưởng; con người thứ hai thì đào bới lục lọi sự thật tất cả lúc nào mà anh ta có thể, anh ta kết án điều nhỏ bé một cách mạnh mẽ cũng như khi anh ta kết án sự vĩ đại, anh ta muốn các bạn cảm nhận một cách cụ thể bằng cảm giác vật chất."
"Con người thứ nhất" là khi ông đang ở thời kỳ sùng bái Victor Hugo chủ nghĩa lãng mạn, những đam mê thời non trẻ đã để lại trong Flaubert một trái tim dịu dàng nhạy cảm nhiệt tình mà sau này ông buộc phải phủ nhận tất cả để thay vào đó là một thái độ hoài nghi sâu sắc.
"Con người thứ hai" đã đứng trước nhiều băn khoăn và tan vỡ trong tâm hồn. Xuất phát từ cảm quan đó nên thái độ của Flaubert cũng khác với cá nhà văn hiện thực khác. Ông không cố đi tìm lại cái đẹp cái lý tưởng như Stendhal, không đấu tranh lên án những cái xa của những "kẻ hãnh tiến" trong xã hội đang trên đà tư sản hóa như Honoré de Balzac. Thái độ phê phán hiện thực của ông gắn liền với cảm giác tuyệt vọng. Nên các nhân vật thành công nhất của ông như Emma Bovary (trong Madame Bovary), Fréderic (trong L'Éducation sentimentale]] đã nổi loạn hoặc thỏa hiệp một cách âm thầm.
Ông được mệnh danh là "nhà văn buồn nhất thế kỷ".

## Các tác phẩm chính
- Mémoires d’un fou (Nhật ký người điên)
- Madame Bovary (Bà Bovary, 1857)
- Salammbô (1862)
- L'Éducation sentimentale (Giáo dục tình cảm, 1869)
- La Tentation de Saint Antoine (Sự cám dỗ của thánh Antoine, 1874)
- Trois contes (Ba truyện kể, 1877)
- Bouvard et Pécuchet (Bouvard và Pécuchet) (1881)